# Frontón Beotibar
El Frontón Beotibar es un frontón corto de Pelota vasca en el que se disputa habitualmente la modalidad de pelota mano. Localizado en la localidad de Tolosa (Guipúzcoa) España. Fue inaugurado el 14 de febrero de 1890.
Fue sede de las finales del Campeonato Manomanista en 1958 y 1962, así como del Manomanista de 2ª Categoría en 1962, 1965, 1970, 1971 y 2009.
- Datos: Q65556048
- Multimedia: Beotibar pilotalekua / Q65556048